# Ereteken voor de Affaire van Lobenar
Op 24 september 1817 stelde Koning Willem I der Nederlanden bij koninklijk besluit een "zilveren streep over de whings te dragen" in. Deze streep, het ereteken voor de Affaire van Lobenar genoemd herinnerde aan de inzet van het leger in Nederlands-Indië tijdens onlusten in het Cheribonsche.
Het K.B. vermeldt dat enkele lagergeplaatste militairen waaronder de inlandse onderofficier Wito Donso zich tijdens "de jongste onlusten in het Cheribonsche hebben gedistingueerd".
De koning was niet te vinden voor het verlenen van ridderorden en medailles aan inlanders. Deze zouden niet bij de kleding en de cultuur passen. De koning koos in voorkomende gevallen voor geschenken, krissen, een geldsom of de in 1818 ingestelde erepenningen. Een ereteken op het uniform was wél bespreekbaar.
Dit ereteken was een op de wings van het uniform genaaide zilveren streep. De onderscheiding werd negen maal verleend. Wito Donso werd kort na 1817 bevorderd tot tweede luitenant.